# Twiztid
Twiztid é um grupo de hip hop formado em 1997 na cidade de Detroit, dos Estados Unidos composto por Jamie Spaniolo, Paul Methric.

## Discografia

### Álbuns de estúdio
- 1997 - Mostasteless
- 2000 - Freek Show
- 2003 - The Green Book
- 2005 - Man's Myth, Vol. 1
- 2005 - Mutant, Vol. 2
- 2007 - Independents Day
- 2009 - W.I.C.K.E.D.
- 2010 - Heartbroken & Homicidal
- 2012 - Abominationz
- 2015 - The Darkness

### Filmografia
- 1999 - Big Money Hustlas
- 2000 - Born Twiztid
- 2003 - The Purple Show
- 2007 - Psychopathic
- 2008 - Hatchet Attacks: Live From Red Rocks
- 2009 - A Family Underground
- 2010 - Big Money Rustlas
- 2012 - American Psychos Tour Documentary